# Ducato di Sagan
Il ducato di Sagan o ducato di Żagań (in polacco: Księstwo Żagańskie, in ceco: Zaháňské knížectví, in tedesco: Herzogtum Sagan) era uno dei ducati della Slesia governato dai Piast slesiani. La sua capitale era Żagań nella Bassa Slesia; il territorio si estendeva fino alla città di Nowogród Bobrzański nel nord e raggiungeva Neiße a Przewóz ad ovest, includendo due villaggi al di là del fiume (Pechern e Neudorf).
Fu costituito nel 1274 dalla parte occidentale del ducato di Głogów (Glogau) ed esisté sotto il governo dei Piast fino al 1304, poi di nuovo dal 1322 al 1394 e dal 1413 al 1472. Fin dal 1329 fu sotto la sovranità della Boemia; fu acquisito dalla casata sassone dei Wettin nel 1472, prima che fosse finalmente conquistato dal re boemo nel 1549.
Il titolo ducale di Sagan passò successivamente dalla nobiltà boema a quella francese e nel 1742 fu annesso alla Prussia. Ricostituito come feudo del trono prussiano nel 1844, formalmente esistette fino alla sua cessazione ufficiale nel 1935.

## Storia

### Dominio Piast

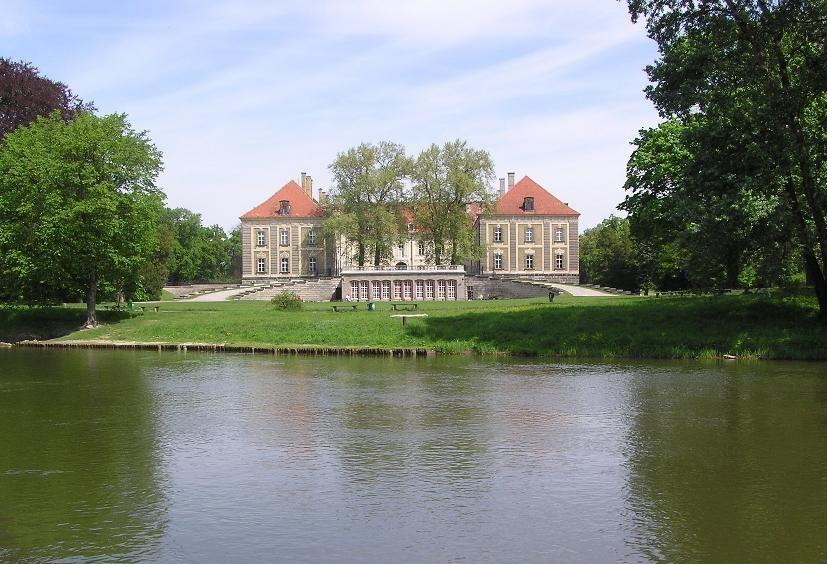
Palazzo di Żagań

Dopo la morte del duca Corrado I di Slesia, i suoi eredi divisero il ducato per cui il castello a Żagań diventò la residenza del più giovane dei suoi figli maschi Przemko, il primo duca di Żagań dal 1278, che fondò qui un monastero di canonici agostiniani. Nel 1284 scambiò le sue proprietà per il ducato di Ścinawa e gli successe il suo fratello maggiore Corrado II il gobbo. Quando Corrado II morì nel 1304 tutte le ex proprietà di Głogów furono riunificate sotto il fratello superstite Enrico III.
Nel 1309 Enrico III di Głogów fu succeduto dal figlio maggiore Enrico IV il Fedele, che nel 1321 dovette di nuovo dividere il ducato tra lui e i suoi fratelli minori. Cedette Głogów a Przemko II e si ritirò a Żagań, che divenne di nuovo la capitale di un ducato a tutti gli effetti. Nel 1329 tutti i figli maschi di Enrico III di Głogów diventarono vassalli di Giovanni di Lussemburgo, re di Boemia - ad eccezione di Przemko II che morì improvvisamente due anni dopo. Quando nel 1393 Enrico VI il vecchio, nipote di Enrico IV morì senza prole, le proprietà furono di nuovo riunificate con Głogów fino al 1412 quando Giovanni I, il figlio maggiore di Enrico VIII il Passero divenne l'unico sovrano del ducato di Żagań. Dopo una feroce battaglia per l'eredità di suo figlio Giovanni II il Pazzo (Jan II Szalony) nel 1472 alla fine lo vendette al duca sassone Alberto III il Coraggioso con il consenso del re di Boemia Mattia Corvino, ponendo così fine al secolare dominio Piast.

### Wettin e Asburgo

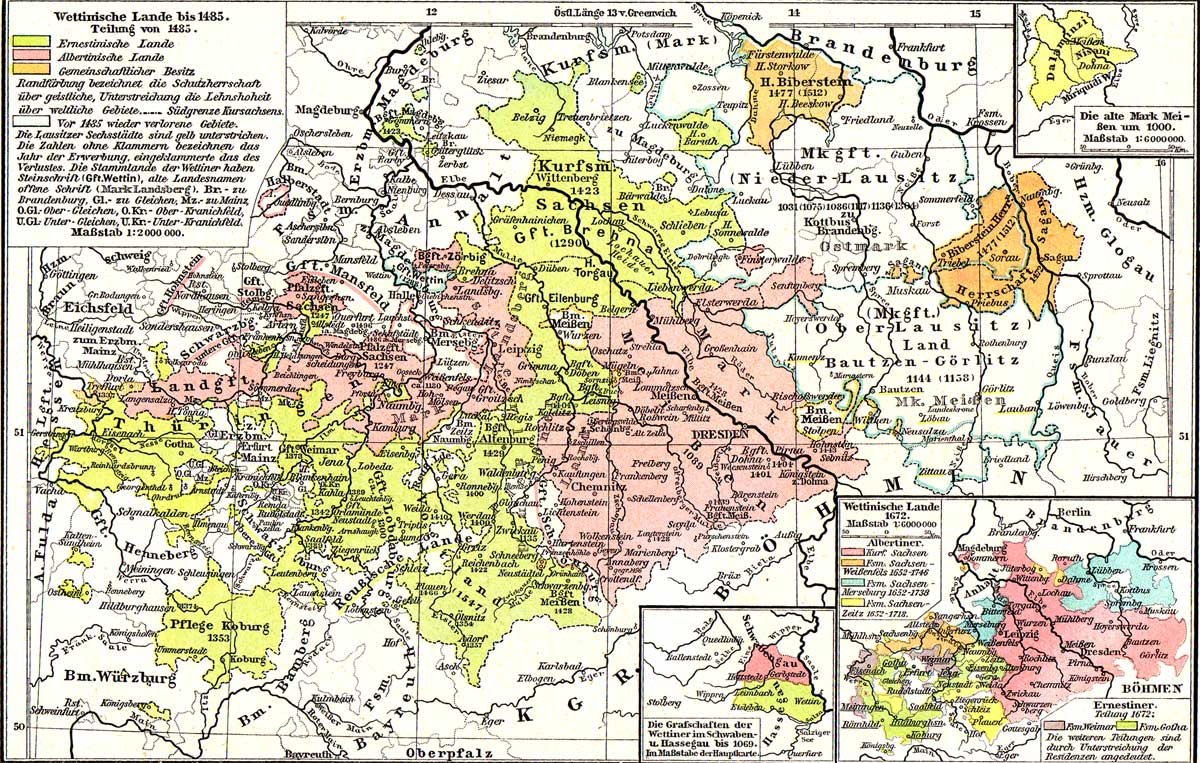
Le terre Wettin con l'enclave orientale di Żagań (in arancione) nel 1485. Nel 1549, l'elettore di Sassonia, Maurizio I la scambiò con l'imperatore Ferdinando I per alcune terre minori in Boemia.

Il duca Alberto III, il progenitore del ramo Albertino della casata di Wettin, governò congiuntamente con il fratello maggiore, l'elettore Ernesto, persino dopo la spartizione dei territori Wettin nel 1485. Con l'ascesa del figlio di Alberto, Enrico IV nel 1539, Żagań tornò protestante. I rami Albertino ed Ernestino vennero ad una rottura quando nella guerra di Smalcalda del 1546/47 il duca Maurizio di Sassonia combatté contro suo cugino Giovanni Federico I, che per la capitolazione di Wittenberg dovette rinunciare ai suoi diritti a Żagań. Nel 1549 Maurizio, ora elettore, scambiò Żagań per un accordo con il re boemo Ferdinando I d'Asburgo.
Come feudo boemo, l'imperatore Ferdinando II d'Asburgo nel 1627 assegnò Żagań ad Albrecht von Wallenstein, allora duca di Frýdlant, generalissimo imperiale nella guerra dei trent'anni, che ospitò l'astrologo Giovanni Keplero qui. Dopo l'assassinio di Wallenstein, passò a Wenzel Eusebius von Lobkowicz e quindi all'illustre famiglia boema dei Lobkowicz, che eressero il palazzo barocco di Żagań. Re Federico II di Prussia conquistò Żagań nel corso della prima guerra di Slesia, dopo di che dal trattato di Breslavia del 1742 toccò alla Prussia.

### Prussia

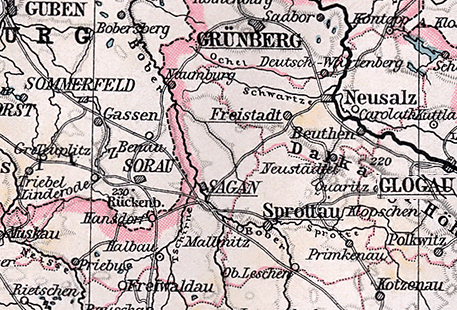
Il distretto prussiano di Sagan 1816-1932

Nel 1786 Żagań fu acquistata da Peter von Biron, duca di Curlandia, che lo lasciò in eredità alla figlia Guglielmina, da cui nel 1842 passò alla sorella Paolina ed infine alla sorella Dorotea, la moglie divorziata di Edmond de Talleyrand-Périgord, un nipote del grande diplomatico francese Talleyrand. Dorotea trascorse i suoi anni di isolamento a Żagań; una patente di re Federico Guglielmo IV di Prussia del 6 gennaio 1845 la investì duchessa di Sagan e Napoleone III riconobbe il titolo in Francia, in favore del di lei figlio Napoleon Louis. In Francia c'è un prince e un duc de Sagan. Il doppio titolo, sia prussiano che francese, servì a rendere il duc de Sagan un partito neutrale nella seconda guerra mondiale: il suo castello di Valençay fornì un rifugio sicuro per tesori del Louvre durante l'occupazione tedesca della Francia.
Il ducato aveva un voto al Consiglio della contea di Slesia, e il detentore del grado di duca era un membro della Camera dei Lord prussiana. Nel 1900 il ducato aveva le dimensioni di 1211 km2 con 65.000 abitanti. Sin dal 1815 fu incorporato nella provincia della Slesia prussiana, parte del Landkreis Sprottau dal 1932 in poi. Con l'implementazione della linea Oder-Neiße nel 1945 il territorio di Żagań toccò alla Polonia, ad eccezione della striscia di terra sulle rive occidentali del fiume Neisse, che oggi appartiene alla municipalità tedesca di Krauschwitz.

## Duchi
- 1273/74–1304 Corrado II il Gobbo, duca di Slesia
  - 1314–1319 impegnato al margravio Valdemaro di Brandeburgo-Stendal
- 1319–1342 Enrico IV il Fedele, duca di Głogów
- 1342–1369 Enrico V di Ferro, duca di Głogów
- 1369–1378 Enrico VI il Vecchio, duca di Głogów, congiuntamente con Enrico VII Rumpold e Enrico VIII il Passero
- 1378–1393 Enrico VI il Vecchio
- 1393–1397 Enrico VIII il Passero
- 1397-1403 duca Roberto I di Legnica, reggente
- 1403–1413 Giovanni I, come tutore per i fratelli minori
- 1413–1439 Giovanni I
- 1439–1450 Baldassarre, congiuntamente con i fratelli minori Rodolfo, Venceslao e Giovanni II
- 1450–1454 Baldassarre congiuntamente con Rodolfo (m. 1454)
- 1454–1461 e 1467–1472 Baldassarre
- 1461–1467 e 1472 Giovanni II
- 1472–1500 duca Alberto III di Sassonia
- 1500–1539 duca Giorgio di Sassonia
- 1539–1541 Enrico IV di Sassonia
- 1541–1549 duca (dal 1547: elettore) Maurizio di Sassonia
  - 1549 Ritorno alla Boemia
- 1628–1634 Albrecht von Wallenstein
  - 1634 sequestrato dalla corona boema
- 1646–1677 principe Venceslao Eusebio di Lobkowicz, presidente del Concilio Aulico
- 1677–1715 principe Ferdinando Augusto di Lobkowicz
- 1715–1737 principe Filippo Giacinto di Lobkowicz
- 1737–1739 principe Venceslao Ferdinando di Lobkowicz
- 1739–1784 principe Ferdinando Filippo di Lobkowicz
- 1784–1786 principe Giuseppe Francesco Massimiliano di Lobkowicz (m. 1816)
- 1786–1800 Peter von Biron, duca di Curlandia e Semigallia
- 1800–1839 Guglielmina von Biron, principessa di Curlandia
- 1839–1845 Paolina, principessa di Curlandia, principessa di Hohenzollern-Hechingen
- 1845–1862 Dorotea von Biron, principessa di Curlandia, moglie del duca Edmond de Talleyrand-Périgord
- 1862–1898 Napoléon-Louis de Talleyrand-Périgord
- 1898–1906 Boson de Talleyrand-Périgord
- 1906–1910 Hélie de Talleyrand-Périgord (m. 1937)
- 1910-1929 Howard Maurice de Talleyrand-Périgord
  - Il titolo nobiliare di un Duc de Sagan è conservato dal casato di Pourtalès discendenti di Hélie de Talleyrand-Périgord al palazzo di Marais, Le Val-Saint-Germain, Francia.